# Тьене
Тьене (итал. Thiene) — коммуна в Италии, располагается в провинции Виченца области Венето.
Население составляет 21 623 человека (на 2004 г.), плотность населения составляет 1098 чел./км². Занимает площадь 19,7 км². Почтовый индекс — 36016. Телефонный код — 0445.
Покровителем населённого пункта считается Святой Каетан Тиенский. Праздник ежегодно празднуется 7 августа.

## Экономика
В городе находится штаб-квартира компании Az Spa